# 珠斑大咽齿鲷
珠斑大咽齿鯛（学名：Macropharyngodon meleagris）为輻鰭魚綱鱸形目隆头鱼科的一種。

## 分布
本魚分布于印度太平洋區，包括東非、印度、馬來西亞、泰國、中國、臺灣、日本、越南、菲律賓、所羅門群島、印度尼西亚、澳洲、新幾內亞、薩摩亞群島、可可群島、關島、夏威夷群島、馬紹爾群島、密克羅尼西亞、吉里巴斯、帛琉、馬里亞納群島、庫克群島、法屬波里尼西亞等海域。

## 深度
水深0至30公尺。

## 特徵
本魚體側扁，體色變化大。幼魚體為黑色，具白色不規則網狀紋；雌魚的各鰭呈紅棕色緣；雄於為藍綠色，具灰色網狀紋。尾鰭截形，背鰭硬棘9枚；背鰭軟條11枚；臀鰭硬棘3枚；臀鰭軟條11枚，體長可達15公分。

## 生態
本魚在幼魚時期，模擬海藻碎屑隨水流漂動，成魚則活動於珊瑚平台或礁沙混合區。屬肉食性，以小型底棲動物為食，具性轉變。

## 經濟利用
可食用或做為觀賞魚。

## 扩展阅读
維基物種上的相關：珠斑大咽齿鱼